# Dekkershuizen
Dekkershuizen is een gehucht in de gemeente  Eemsdelta, in het noorden van de provincie Groningen. Het gehucht ligt ongeveer twee kilometer ten noorden van Spijk, op dezelfde hoogte als de gehuchten Tweehuizen en Vierhuizen. Het bestaat uit een drietal boerderijen en een paar landarbeidershuisjes.
Groningen: Steden en dorpen      Nederland: Provincies · Gemeenten